# Sinopodisma hengshanica
Sinopodisma hengshanica är en insektsart som beskrevs av Fu, Peng 1998. Sinopodisma hengshanica ingår i släktet Sinopodisma och familjen gräshoppor. Inga underarter finns listade i Catalogue of Life.